# 杜魯斯·德·弗里斯
杜魯斯·德·弗里斯（荷蘭語：Dorus de Vries，1980年12月29日—）是荷蘭的一位足球運動員，在場上的位置是守門員。他現在效力於蘇格蘭足球超級聯賽球隊凱爾特人足球俱樂部。他的職業生涯開始於荷蘭。2016年，他轉會凱爾特人。

## 外部連結
- 足球数据库：杜魯斯·德·弗里斯的球员统计数据